# Суміщений процес «масляна агломерація — гідротранспорт»

Принципова схема суміщеного процесу "масляна агломерація-гідротранспорт: 1 — вихідне вугілля; 2 — дробарка; 3 — змішувач; 4 — вода; 5 — зв'язуюча речовина (мазут); 6 — насос; 7 — спеціальний вуглепровід-гранулятор; 8 — гідросуміш; 9 — зневоднюючий пристрій; 10 — дробарка, 11 — топка спалювання вугілля.

Статичний міксер

Суміщений процес «масляна агломерація — гідротранспорт» — це технологія, яка поєднує процес масляної агломерації і транспортування гідросуміші у гідротранспортній системі. Її особливістю є те, що процес агрегації протікає безпосередньо під час транспортування, без використання додаткових апаратів і пристроїв. Процес агрегатоутворення відбувається під дією гідродинамічних сил, які виникають у турбулентному потоці рідини. Турбулентність підтримується самим режимом транспортування, проте її можна підсилити за допомогою різноманітних перепон — засувок, колін, насосів, байпасів тощо. Іноді використовують імпелери та внутрішні гвинтові нарізки.

## Загальний опис
Ця технологія була запропонована в 1980-х роках в Японії і паралельно — в Україні. Технологічно вона здійснюється наступним чином: вихідне вугілля подрібнюється, потім воно потрапляє в змішувач, куди подаються також вода і реагенти (мазут) в необхідній пропорції. Потім отримана пульпа за допомогою насоса закачується в трубопровід, що має специфічний перетин — трубопровід-гранулятор. Цей трубопровід обладнаний гвинтовими елементами, які призначено для закручування потоку і посилення його турбулентності. Тонкодисперсне вугілля у процесі транспортування таким трубопроводом успішно агломерується, потім отримані агломерати-гранули потрапляють до зневоднюючого пристрою, далі в дробарку і відразу в топку, де вугілля спалюється. У цьому випадку трубопровід виконує дві функції: транспортного засобу від змішувача до зневоднюючого пристрою і, одночасно, агломератора (гранулятора). Ніяких допоміжних апаратів для грануляції в цій схемі не використовується. Весь процес агрегатоутворення (флокул, гранул, агломератів) відбувається у процесі транспортування.
Це технічне рішення описане у викладеній заявці № 58 — 104997 на винахід у Японії. Розрізи трубопроводів-грануляторів можуть мати різну конструкцію: гвинтові нарізки, перепади товщини, вигини. Також трубопровід обладнують імпелерами. Засувки, крани, та інша арматура також підсилює турбулентність потоку рідини.